# Drosophila erecta
Drosophila erecta är en tvåvingeart som beskrevs av Léonidas Tsacas och Lachaise 1974. Drosophila erecta ingår i släktet Drosophila och familjen daggflugor.
Artens utbredningsområde är Centralafrika.